# Материнка аманська
Материнка аманська (лат. Origanum amanum) — багаторічна трав'яниста рослина роду материнка родини глухокропивових. Походить з провінції Хатай у Південній Туреччині, що межує з Сирією.
Латинська назва amanum походить від назви гір Аманос у Туреччині, де рослина поширена.

## Ботанічний опис
Вічнозелений напівчагарник заввишки від 10 до 20 см та шириною до 30 см, з сильно пахучими листками та гронами рожевих лійкоподібних квітів влітку та восени.

## Застосування
Ця рослина використовується як прянощі у кулінарії та як декоративні ґрунтопокривні рослини на сонячних, добре дренованих ділянках. Добре переносить бідні ґрунти, але не любить зимової вологості. Вона отримала премію AGM Королівського садівничого товариства.